# Erik Gustaf Beskow
Erik Gustaf Beskow, född 18 maj 1851 i Ramsbergs socken, Örebro län, död 1 januari 1923, var en svensk ingenjör. 
Efter examen från Örebro tekniska elementarskola 1869 praktiserade Beskow vid Bergsunds Mekaniska Verkstad 1869–1871 samt i England och Skottland 1871–1873. Han var ritare vid Härnösands Mekaniska Verkstad 1873–1877, vid Stockholms örlogsvarv 1877–1880 och vid J.E. Eriksons Mekaniska Verkstad 1880–1883, disponent vid J.E. Eriksons Mekaniska Verkstads AB 1883–1894, överingenjör vid AB Mekanikus 1894–1899, innehavare av och chef för Entreprenörfirman Beskow & C:o i Stockholm (entreprenör för gas-, vatten- och avloppsledningar) från 1894.